# Adolfo IV di Berg
Adolfo IV di Berg in tedesco Adolf IV. von Berg (1220 circa – Neuss, 22 aprile 1259) fu conte di Berg, dal 1247 alla sua morte.

## Origine
Adolfo, sia secondo la Chronica Albrici Monachi Trium Fontium che secondo la Histoire du Limbourg, vol VI: Codex diplomaticus Valkenburgensis. , era il figlio primogenito del  Duca di Limburgo e Conte di Arlon, Enrico e della contessa di Berg, Ermengarda, che secondo il Cæsarii Heisterbacensis Vita sancti Engelberti Archiepiscopi Colonie, era l'unica figlia ed erede del Conte di Berg, Adolfo III e di Berta di Sayn, come ci viene confermato dal documento n° CLII della Histoire du Limbourg, vol VI: Codex diplomaticus Valkenburgensis..

Enrico IV di Limburgo, come ci viene confermato dal documento n° CLII della Histoire du Limbourg, vol VI: Codex diplomaticus Valkenburgensis. era figlio del Duca di Limburgo e Conte di Arlon, Valerano III, e di Cunegonda di Lorena, figlia del Duca di Lorena, Federico I (secondo la Chronica Albrici Monachi Trium Fontium era figlio del Duca di Lorena, Mattia I e della moglie Giuditta detta anche Berta, nipote del re di Germania, Corrado III di Svevia) e della moglie (come viene confermato dal Chronicon Polono-Silesiacum), Wierchosława Ludmilla, figlia di Mieszko III di Polonia, come viene confermato dalla Chronica Albrici Monachi Trium Fontium.

## Biografia
Nel 1234, Adolfo prese parte alla crociata contro gli Stedingers.
Adolfo viene citato nel documento n° 274 del Niederrheins Urkundenbuch, Band II, del 1242, assieme ai genitori, Enrico ed Ermengarda (H. dei gratia dux de Lemburg comes de Monte, Irmingardis uxor eius et Adolfus primogenitus eorundem), inerente ad un accordo con l'Arcivescovo di Colonia.
Adolfo viene citato nel documento n° 290 del Niederrheins Urkundenbuch, Band II, del 1244, assieme alla moglie ai genitori, Enrico ed Ermengarda, al fratello Valerano ed alla di lui moglie (Henricus dux de Lymburg comes de Monte, necnon Irmengardis uxor nostra ducissa de Lymburg comitissa de Monte, primogenitus noster Adolfus et exor sua, secundus filius Walramus et uxor sua) inerente ad una donazione all'abbazia di Vrundenberg. 
Nel 1246, Adolfo (sororiuset fidelis noster Adolfus, vir nobilis, primogenitus ducis de Limburg comitis de Monte, contra Fr.) assieme al cognato, l'arcivescovo di Colonia, Corrado di Hochstaden, si schierò contro l'imperatore, Federico II di Svevia, come ci conferma anche il documento n° 303 del Niederrheins Urkundenbuch, Band II, del mese di luglio; si schierarono a favore di Enrico Raspe, e dopo la sua morte al suo successore Guglielmo II d'Olanda, dal quale ricevette nel 1248 alcuni feudi.
Suo padre, Enrico morì il 25 febbraio 1247 e gli succedette il figlio maggiore, Adolfo, come Conte di Berg, ed il figlio secondogenito, Valerano, come Duca di Limburgo.
Nel 1248, Adolfo fu presente alla posa della prima pietra per la cattedrale di Colonia.
Nel 1249 Adolfo assieme alla moglie (Adolfus comes de Monte et uxor nostra Margareta), secondo il documento n° 346 del Niederrheins Urkundenbuch, Band II, fecero una donazione all'arcivescovo di Colonia.
Adolfo, nel 1253, prese parte alla vittoriosa battaglia di Westkapelle, che mise fine alla guerra di successione fiamminga.
Morì il 22 aprile 1259 per un infortunio al torneo a Neuss; secondo il Kaiserswerth St Guidbert Memorienbuch (non consultato), Adolfo morì il 22 di aprile.
Gli succedette il figlio primogenito, Adolfo.

## Matrimonio e discendenza
Adolfo IV, nel 1240, secondo la Chronica Albrici Monachi Trium Fontium aveva sposato Margherita di Hochstaden, la nipote di Corrado di Hochstaden, arcivescovo di Colonia, e figlia di Lotario I conte di Hochstaden e della moglie Matilde di Vianden. Margherita viene citata col marito nel documento n° 346 del Niederrheins Urkundenbuch, Band II, inerente ad una donazione all'arcivescovo di Colonia. Dopo la morte del marito, secondo il documento n° 521 del Niederrheins Urkundenbuch, Band II, datato 26 dicembre 1262,  Margherita, col figlio primogenito, Adolfo (Margarita comitissa de Monte, cum primogenito nostro Adolfo), fece una donazione in suffragio dell'anima del marito (mariti nostri domini Adolfi comitis de Monte). Col documento n° 556 del Niederrheins Urkundenbuch, Band II, datato novembre 1265, Margherita, col figlio Adolfo e la nuora, Elisabetta (Margareta comitissa de Monte, relicta domini Adolphi nobilis quondam comitis eiusdem loci, Adolphus comes filius eorundem et Lysa uxor sua), rinunciano alla proprietà dell'Abbazia d'Altenberg. Dopo la morte del figlio primogenito, Adolfo, secondo il documento n° CCXXXI del Akademische Beiträge zur Gülch- und Bergischen Geschichte, band III, Margherita (Margarete comitisse de Monte matris nostri comitis predicti) fu testimone del figlio secondogenito, Guglielmo (Wilhelmus comes de Monte), che confermava  la rinuncia alla proprietà dell'Abbazia d'Altenberg. Margherita morì il 30 gennaio 1314.

Adolfo da Margherita ebbe sette figli:
- Adolfo[14] († 28 settembre 1296), Conte di Berg[15];
- Guglielmo († 16 aprile 1308), Conte di Berg[15];
- Enrico († intorno al 1295) signore Windeck, come da documento n° 820 del Niederrheins Urkundenbuch, Band II, (Henricus frater noster, dominus de Windecke)[18];
- Ermengarda, († 24 marzo 1294), moglie del Conte di Mark, Eberardo I, come da documento n° 651 del Niederrheins Urkundenbuch, Band II (contratto di matrimonio)[19];
- Engelberto, prevosto di San Cuniberto di Colonia;
- Waleramo, prevosto di Santa Maria di Colonia;
- Corrado († 25 maggio 1313), citato nel documento n° CCXXXI del Akademische Beiträge zur Gülch- und Bergischen Geschichte, band III[16], vescovo di Münster (1306–1310).

## Ascendenza
|                          |                      |                           | Genitori                 |  |  | Nonni |  |  | Bisnonni               |  |  | Trisnonni             |  |
|                          |                      |                           |                          |  |  |       |  |  | Enrico III di Limburgo |  |  | Enrico II di Limburgo |  |
|                          |                      |                           |                          |  |  |       |  |  | Enrico III di Limburgo |  |  | Enrico II di Limburgo |  |
|                          |                      | Matilde di Saffenberg     |                          |  |  |       |  |  | Enrico III di Limburgo |  |  |                       |  |
| Valerano III di Limburgo |                      |                           |                          |  |  |       |  |  | Enrico III di Limburgo |  |  |                       |  |
|                          |                      | Sofia di Saarbrücken      | Simone I di Saarbrücken  |  |  |       |  |  |                        |  |  |                       |  |
|                          |                      | Sofia di Saarbrücken      | Simone I di Saarbrücken  |  |  |       |  |  |                        |  |  |                       |  |
|                          |                      | Sofia di Saarbrücken      | Matilde di Sponheim      |  |  |       |  |  |                        |  |  |                       |  |
| Enrico IV di Limburgo    |                      | Sofia di Saarbrücken      |                          |  |  |       |  |  |                        |  |  |                       |  |
|                          |                      | Federico I di Lorena      | Mattia I di Lorena       |  |  |       |  |  |                        |  |  |                       |  |
|                          |                      | Federico I di Lorena      | Mattia I di Lorena       |  |  |       |  |  |                        |  |  |                       |  |
|                          |                      | Federico I di Lorena      | Berta di Hohenstaufen    |  |  |       |  |  |                        |  |  |                       |  |
| Cunegonda di Lorena      |                      | Federico I di Lorena      |                          |  |  |       |  |  |                        |  |  |                       |  |
|                          |                      | Ludmilla di Polonia       | Miecislao III di Polonia |  |  |       |  |  |                        |  |  |                       |  |
|                          |                      | Ludmilla di Polonia       | Miecislao III di Polonia |  |  |       |  |  |                        |  |  |                       |  |
|                          |                      | Ludmilla di Polonia       | Eudocia di Kiev          |  |  |       |  |  |                        |  |  |                       |  |
| Adolfo IV di Berg        |                      | Ludmilla di Polonia       |                          |  |  |       |  |  |                        |  |  |                       |  |
|                          | Engelberto I di Berg | Adolfo II di Berg         |                          |  |  |       |  |  |                        |  |  |                       |  |
|                          | Engelberto I di Berg | Adolfo II di Berg         |                          |  |  |       |  |  |                        |  |  |                       |  |
|                          | Engelberto I di Berg | Irmgarda di Schwarzenburg |                          |  |  |       |  |  |                        |  |  |                       |  |
| Adolfo III di Berg       | Engelberto I di Berg |                           |                          |  |  |       |  |  |                        |  |  |                       |  |
|                          |                      | Margherita di Gheldria    | Enrico I di Gheldria     |  |  |       |  |  |                        |  |  |                       |  |
|                          |                      | Margherita di Gheldria    | Enrico I di Gheldria     |  |  |       |  |  |                        |  |  |                       |  |
|                          |                      | Margherita di Gheldria    | Agnese d'Arnstein        |  |  |       |  |  |                        |  |  |                       |  |
| Ermengarda di Berg       |                      | Margherita di Gheldria    |                          |  |  |       |  |  |                        |  |  |                       |  |
|                          |                      | Enrico II di Sayn         | …                        |  |  |       |  |  |                        |  |  |                       |  |
|                          |                      | Enrico II di Sayn         | …                        |  |  |       |  |  |                        |  |  |                       |  |
|                          |                      | Enrico II di Sayn         | …                        |  |  |       |  |  |                        |  |  |                       |  |
| Berta di Sayn            |                      | Enrico II di Sayn         |                          |  |  |       |  |  |                        |  |  |                       |  |
|                          |                      | Agnese di Saffenberg      | …                        |  |  |       |  |  |                        |  |  |                       |  |
|                          |                      | Agnese di Saffenberg      | …                        |  |  |       |  |  |                        |  |  |                       |  |
|                          |                      | Agnese di Saffenberg      | …                        |  |  |       |  |  |                        |  |  |                       |  |
|                          |                      | Agnese di Saffenberg      |                          |  |  |       |  |  |                        |  |  |                       |  |

### Fonti primarie
- (LA) Monumenta Germaniae Historica, Scriptores, tomus XIX. URL consultato il 2 settembre 2020 (archiviato dall'url originale il 14 ottobre 2013)..
- (LA) Urkundenbuch für die Geschichte des Niederrheins, Volume 2..
- (LA) Monumenta Germaniae Historica, tomus XXIII..
- (LA) Fontes rerum Germanicarum, Volume 2..
- (LA) Akademische Beiträge zur Gülch- und Bergischen Geschichte, band III..
- (LA) Histoire du Limbourg, vol VI: Codex diplomaticus Valkenburgensis..